# Xylophanes marginalis
Xylophanes marginalis är en fjärilsart som beskrevs av Clark 1916. Xylophanes marginalis ingår i släktet Xylophanes och familjen svärmare. Inga underarter finns listade i Catalogue of Life.